# 广西历史
广西距今5万年左右的旧石器时代就有柳江人、白莲洞人活动。广西最早的人类在史书中称百越或百粤。古代百越部族中的西瓯和雒越族群，史學家認為是广西最早定居的居民。

## 先秦时期
- 广西远离中原，经济文化水平相对落后，和广东一起被称为“南蛮”之地。楚国在岭南地区设置了“楚庭”。这一时期，中原各政权并没有对该地区有实际的控制。

## 秦汉时代
- 秦始皇统一巔北六國后，桂林郡的全部，以及南海郡和象郡的一部分，即今日广西的地域范围。

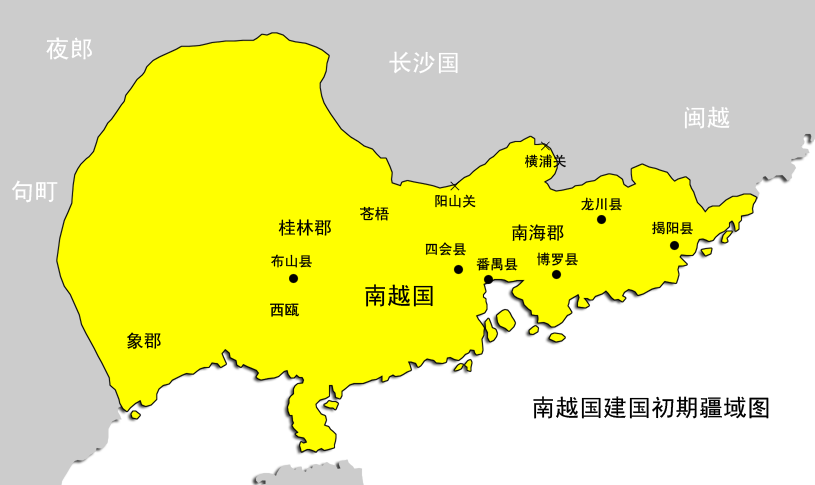
南越国疆域图，南越国在顶峰时期还直至现今越南的中部

- 秦朝末期，赵佗立南越國，國都番禺（今廣州），地域約有今日之廣東、港澳、廣西、越南等地，最终被漢朝汉武帝所灭。设置交州，治所設在番禺。

- 汉时，分属交州合浦郡等。

## 两晋南北朝
- 三國時期，吳國把交州拆解，分出广州，以番禺為州治，交州治所則由番禺遷往今越南河內東北部的龍編。今廣西大部分地區在當時屬廣州，南部北海市、玉林市、钦州市地區屬交州。

- 西晋时，分属交州的合浦郡，以及广州的苍梧郡、鬱林郡、桂林郡管辖。

- 南朝时，今广西属于交州、广州管辖。

## 隋唐五代

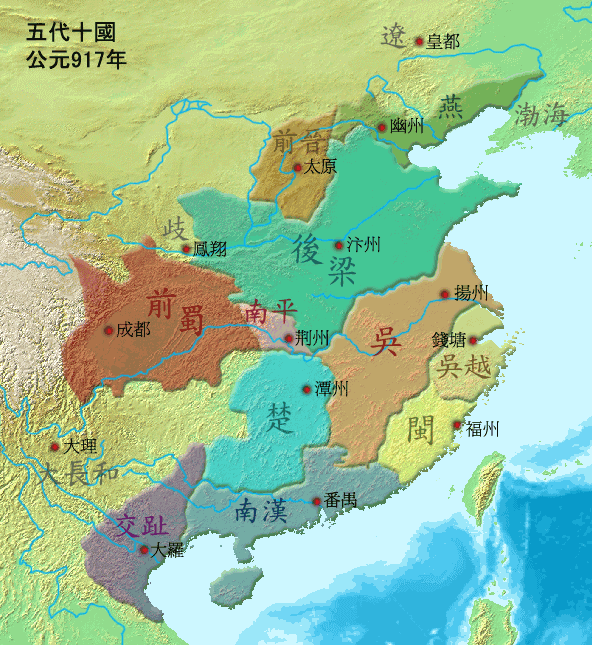
五代十国（917年）之南漢版圖

- 隋朝时，今广西属于苍梧郡、始安郡、永平郡、郁林郡、合浦郡等管辖。
- 唐朝时，今广西属于岭南道广州、桂州 、始安郡、贺州、临贺郡、连州、连山郡、柳州、龙城郡。
- 唐朝中期，以黄乾曜、黄少卿父子为首的西原蛮在左右江流域多次发动反唐起义。
- 唐末，諸藩崛起，南漢在嶺南立國，今广西直轄於南漢朝廷。宋太祖開寶四年，平南漢。

## 宋元

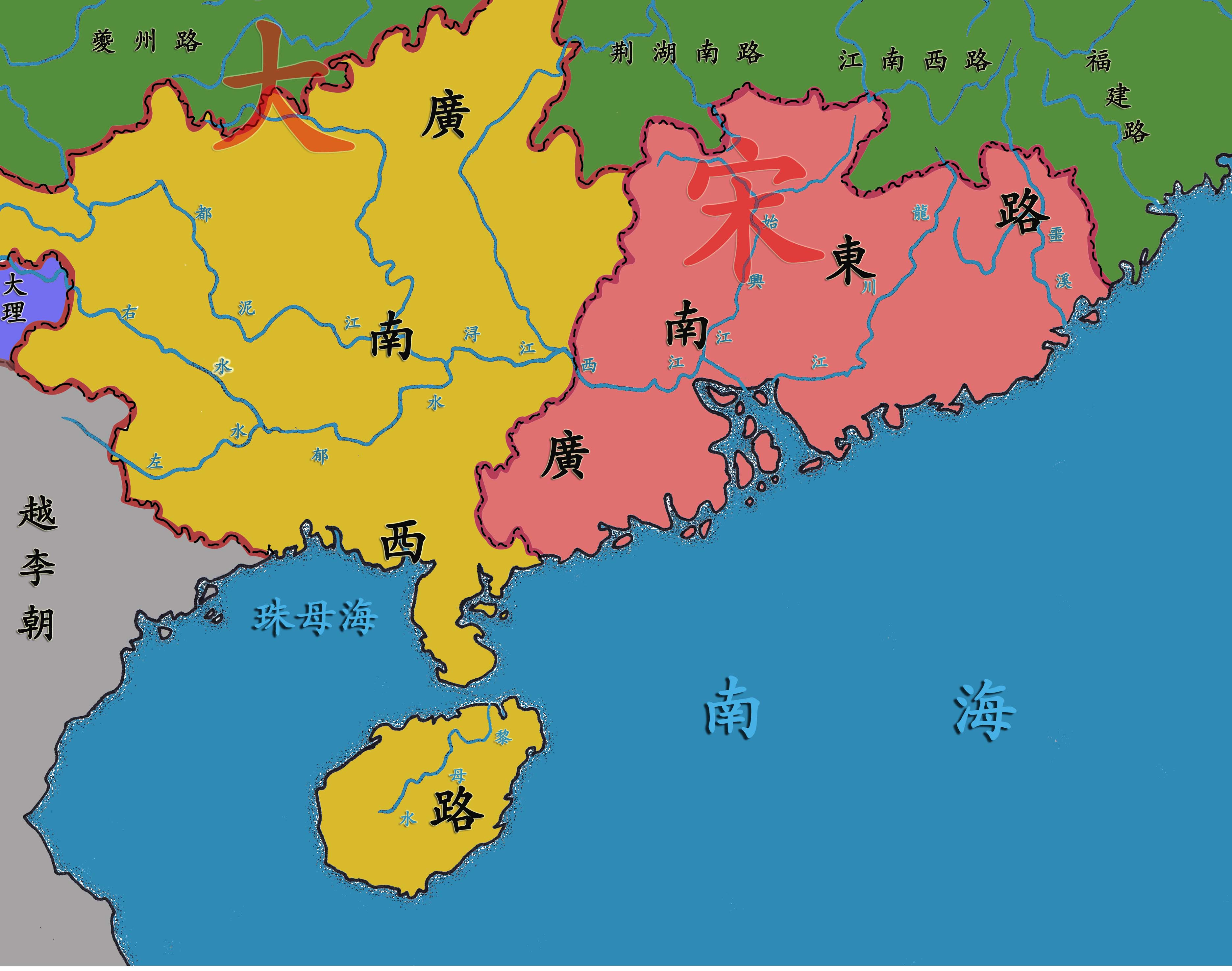
宋朝广南西路

- 宋代设置广南东路和广南西路。其中广南西路包括今日广西全境，以及雷州半岛和海南岛等地。「广西」之称由此而来。

- 北宋中期，侬全福、侬智高父子数次在广西建立割据政权（长其、大历、南天、大南），对抗宋廷。

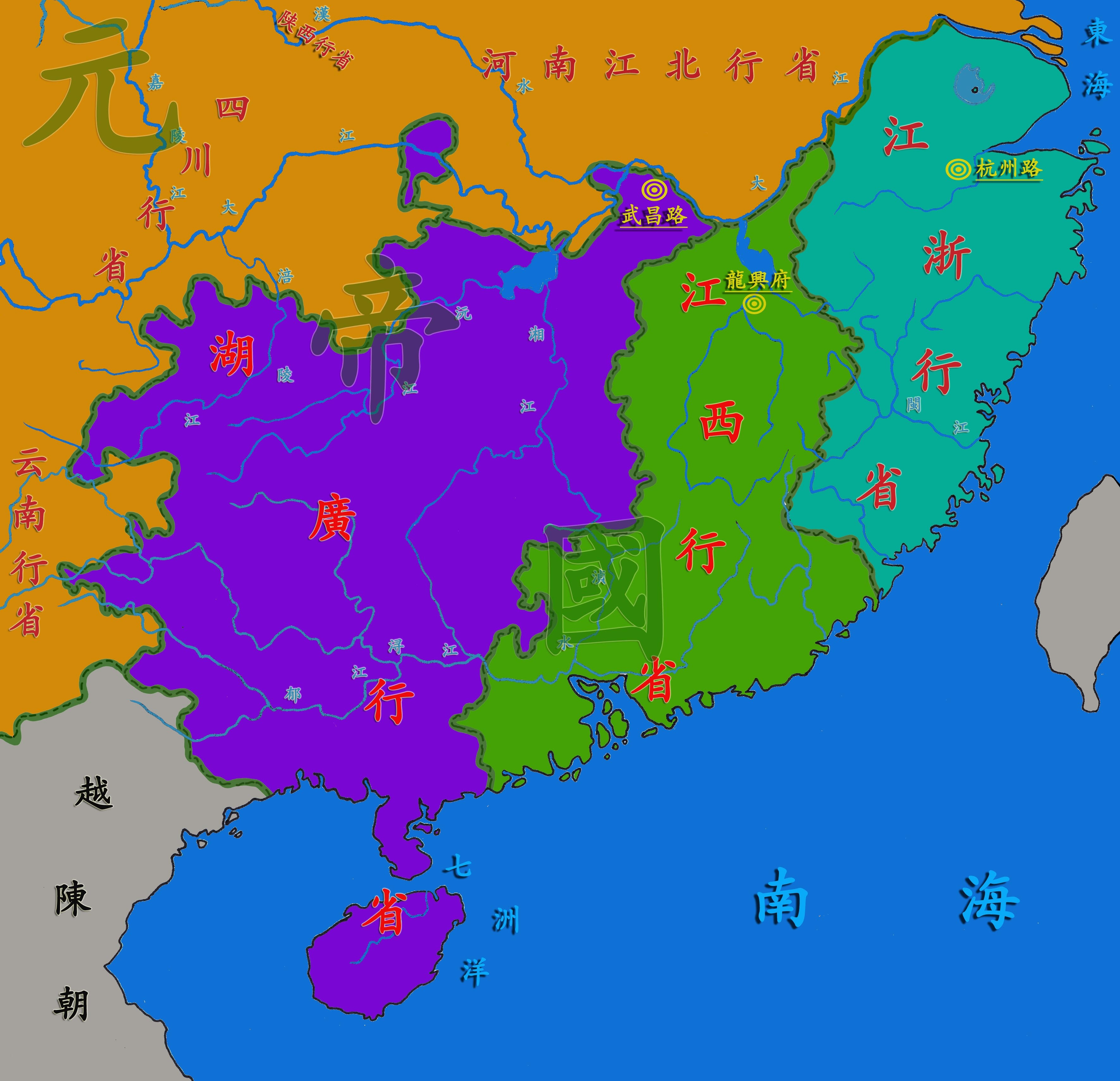
元朝湖广行省

- 元代大部分时候，岭南地区和海南岛没有单独设置一级行政区划，而是将原宋朝广南东路辖区归江西行省管辖；原广南西路划归湖广等处行中书省管辖，今广西壮族自治区，海南省和广东省雷州半岛，都归湖广行省管辖。

- 元代末期，设「广西等处行中书省」，是广西建制「省」开始，以后一直设「广西省」。

## 明清
- 明代初期，两广与江西、湖南分开。由于广西壮、黎、瑶三个民族反明起义猛烈，明太祖朱元璋采用分而治之的办法，把黎族聚居的海南及广西门户钦、廉州劃归广东。清大体上沿用明的区划。

- 1851年1月11日洪秀全生日这一天，拜上帝会众在广西金田村发动起义，建号太平天国。

- 1855年至1864年，天地会首领陈开、李文茂在广西建立“大成国”。

- 1861年至1868年，壮民吴凌云、吴亚终父子在广西建立“延陵国”。

- 光绪二十四年（1898年），三点会首领李立廷在广西陆川起义；次年苏贞松在武鸣起义，均失败，但是促进了起义高潮；1902年黄三在上思起义，覃老发在永宁起义，另部五六万人在左江起义，势力遍及广西西南。1903年，起义军攻克武鸣、上林，继而攻克南丹、东兰和柳州，直逼桂林。清政府派兵镇压，1905年起义失败。

## 民國
- 1929年底，中国共产党在百色发动起义。
- 在新桂系统治时期，广西省是全国模范省，为桂系军阀的根据地。1949年12月11日，中国人民解放军攻佔全广西。

## 中華人民共和國
- 1951年至1955年，钦州、廉州（即今钦州、防城港、北海）從广东劃入广西。1952年，怀集從广西劃入广东。1955年至1965年，钦州、廉州再度劃入广东。

- 1958年3月5日，广西省改为廣西僮族自治區。

- 1965年，钦州、廉州再度划入广西。同年10月12日，經國務院批准，廣西僮族自治區改名為「廣西壯族自治區」。
- 文化大革命期间（1966年-1976年），广西壮族自治区发生了一系列私刑、直接屠杀事件，1980年代中国大陆官方统计的死亡人数为10-15万。[1][2][3][4]杀戮方式包括砍头、棒打、活埋、石砸、水淹、剖腹、挖心、掏肝、炸药炸，等等。[2][5]在屠杀期间，广西武宣、武鸣等诸多县区发生了非饥荒情况下的大规模人吃人事件，据部分披露档案，至少137人被吃、参与食用他人尸体者至少有数千人。[1][2][6][7][8][9][10]另有研究学者指出，广西其中一个县就有421人被吃，而全广西共有20-30余个县有人吃人的报道。[8][11]
- 1978年起，自治区成立纪念日定为12月11日，与中国人民解放軍攻佔全广西、右江苏维埃和红七军成立的日子相一致。